# Jordhy Thompson
Jordhy Eduardo Thompson Dávila (Antofagasta, 10 agosto 2004) è un calciatore cileno, attaccante dell'Orenburg.

## Biografia
Ha origini ecuadoriane tramite la madre.
Il 15 marzo 2023 sono emersi dei video di Thompson che commetteva violenze in discoteca sulla sua fidanzata di allora. Il Colo-Colo ha sospeso il giocatore a tempo indeterminato e lo ha inviato in consulenza psicologica. L'8 aprile è stato reintegrato in rosa ma il 17 aprile ulteriori video sono diventati virali ed il 6 novembre è stato arrestato con l'accusa di strangolamento, venendo nuovamente escluso dalla squadra. Il 16 novembre la squadra legale del giocatore ha presentato appello con successo contro la sua custodia cautelare ed il giocatore è rimasto agli arresti domiciliari per 45 giorni. Il processo è pendente e Thompson è accusato di tentato femminicidio e oltraggio a pubblico ufficiale.

## Caratteristiche tecniche
È un esterno sinistro dotato di grande velocità.

## Carriera

### Club
Jordhy Thompson è cresciuto nel settore giovanile del Colo-Colo con cui ha debuttato il 1º maggio 2021 nell'incontro di Primera División perso 5-1 contro il Ñublense. Ha segnato il suo primo gol il 22 gennaio 2023 nel successo per 5-2 sul Dep. Copiapó.
Il 25 gennaio 2024 è stato ceduto in prestito con opzione di acquisto all'Orenburg.

### Nazionale
Ha giocato nella nazionale cilena Under-20.

## Statistiche

### Presenze e reti nei club
Statistiche aggiornate al 4 febbraio 2024.
| Stagione        | Squadra         | Campionato      | Campionato | Campionato | Coppe nazionali | Coppe nazionali | Coppe nazionali | Coppe continentali | Coppe continentali | Coppe continentali | Altre coppe | Altre coppe | Altre coppe | Totale | Totale | Totale |
| Stagione        | Squadra         | Comp            | Pres       | Reti       | Comp            | Pres            | Reti            | Comp               | Pres               | Reti               | Comp        | Pres        | Reti        | Pres   | Reti   |        |
| --------------- | --------------- | --------------- | ---------- | ---------- | --------------- | --------------- | --------------- | ------------------ | ------------------ | ------------------ | ----------- | ----------- | ----------- | ------ | ------ | ------ |
| 2021            | Colo-Colo       | A               | 3          | 0          | CC              | 0               | 0               |                    | -                  | -                  |             | -           | -           | 3      | 0      |        |
| 2022            | Colo-Colo       | A               | 2          | 0          | CC              | 0               | 0               | CL+CS              | 0                  | 0                  | SC          | 0           | 0           | 2      | 0      |        |
| 2023            | Colo-Colo       | A               | 15         | 3          | CC              | 6               | 2               | CL+CS              | 3+2                | 0+1                | SC          | 1           | 0           | 27     | 6      |        |
| gen.-giu. 2024  | Orenburg        | PL              | 0          | 0          | CR              | 0               | 0               |                    | -                  | -                  |             | -           | -           | 0      | 0      |        |
| Totale carriera | Totale carriera | Totale carriera | 20         | 3          |                 | 6               | 2               |                    | 5                  | 1                  |             | 1           | 0           | 32     | 6      |        |

## Palmarès

### Club

#### Competizioni nazionali
- Copa Chile: 2

Colo Colo: 2021, 2023
- Primera División cilena: 1

Colo Colo: 2022
- Supercoppa del Cile: 1

Colo Colo: 2022